# João Dias de Carvalho
João Dias de Carvalho (Chaves, Pará, 25 de outubro de 1944) é um engenheiro agrônomo, professor e político brasileiro.

## Biografia
Nasceu na Ilha Viçosa, município de Chaves, Pará, no dia 25 de outubro de 1944. Filho do agricultor Elpídio Magalhães de Carvalho e da dona de casa Adair Dias de Carvalho, é o segundo de uma família de nove filhos.
Iniciou os estudos em Belém-PA em 1953. Em 1955 estudou no Grupo Escolar Raimundo Espíndola, e em 1956 no Grupo Escolar Justo Chermont. Em 1957 mudou-se para Macapá, onde estudou no Grupo Escolar Barão do Rio Branco, e no Colégio Amapaense em 1958.
Em 1959 ingressou na Escola Agrícola Manoel Barata em Outeiro, atual Distrito de Belém-PA, onde concluiu o Ensino Fundamental em 1962. Em 1972 essa escola teve suas instalações transferidas para o Município de Castanhal-PA, passando a ser denominada Colégio Agrícola Manoel Barata, evoluindo para Escola Agrotécnica Federal e, hoje, Instituto Federal de Educação, Ciência e Tecnologia do Pará - IFPA - Campus Castanhal.
De 1963 a 1965 cursou o Ensino Médio no Colégio Agrícola Diaulas Abreu em Barbacena, Minas Gerais, atual Instituto Federal de Educação, Ciência e Tecnologia - Sudeste de Minas Gerais - Campus Barbacena, vinculado à Secretaria de Educação Profissional e Tecnológica - SETEC - do Ministério da Educação.
Em 1966 ingressou na Universidade Federal Rural do Rio de Janeiro (UFRRJ), historicamente conhecida como Universidade Rural do Brasil, antiga Escola Nacional de Agronomia (ENA), onde graduou-se em Engenharia Agronômica em 1969. Foi o primeiro membro de sua família a concluir o ensino superior, fato que norteou as trajetórias de seus irmãos, que orientados pelo seu exemplo, apoio moral e material, posteriormente também ingressaram no mercado de trabalho na cidade de Macapá, capital do então Território Federal do Amapá (TFA), onde fixou residência a partir de 1970.
Em 1971 exerceu a função de coordenador de serviços de patrulha mecanizada rural da Secretaria de Agricultura do TFA, ano de sua aprovação no exame de suficiência da Universidade Federal do Pará (UFPA), que o habilitou a exercer o magistério como professor de matemática paralelo à profissão de engenheiro agrônomo.
Em 1972 foi admitido na Associação de Crédito e Assistência Rural do Pará (ACAR-PA), onde trabalhou como agente de extensão agrícola na unidade operacional de Óbidos-PA.
Em 1974 assumiu a função de agente de extensão agrícola na Associação de Crédito e Assistência Rural do Amapá (ACAR-AP), onde foi um de seus funcionários-fundadores.
Em 1976 cursou em Curitiba-PR Pós-Graduação em Gerência de Cooperativas, promovida pelo Departamento de Formação e Especialização da Associação de Orientação de Cooperativas do Paraná, em colaboração com a Friedrich Naumann Foundation - Fundação Friedrich Naumann - da Alemanha.
Em 1978 tornou-se servidor público do Ministério da Agricultura.
Em 1984 assumiu o cargo de Delegado Federal de Agricultura no Amapá, atual Superintendência Federal de Agricultura no Amapá, permanecendo nessa função até 1990, ano em que foi eleito deputado estadual pelo estado do Amapá, filiado ao Partido da Frente Liberal (PFL), atual União Brasil.
Como deputado constituinte foi Presidente da Comissão Parlamentar Especial que elaborou o anteprojeto do Regimento Interno da Assembleia Estadual Constituinte do Amapá, cujos trabalhos culminaram com a promulgação da primeira Constituição do estado em 20 de dezembro de 1991. Nesse ano, foi membro titular da Comissão da Ordem Econômica e Social, membro da Comissão de Sistematização e suplente da Comissão de Tributação, Orçamento e Finanças.
Em 1992 exerceu o cargo de membro das comissões: de Educação; Saúde; Assistência Social; Abastecimento; Defesa do Consumidor; Agricultura e Política Agrária; Meio Ambiente; e da Comissão de Assuntos da Mulher, do Idoso, do Índio, da Criança e do Adolescente.
Em 1993 foi eleito Secretário Geral da Mesa Diretora da Assembleia Legislativa do Amapá - ALAP, cargo que ocupou durante o biênio 1993/1994. Ainda em 1993, foi membro da Comissão Parlamentar de Inquérito (CPI) encarregada de investigar as operações das madeireiras, palmiteiras e empresas de pesca que operavam dentro do estado do Amapá e membro da Comissão de Representação da Assembleia Legislativa. 
Pioneiro como deputado estadual, atuou especialmente nas áreas da saúde, educação e infraestrutura: foi o autor do Projeto de Lei nº 003 de 22 de fevereiro de 1994, o qual deu origem à Lei Ordinária nº 0199 de 4 de abril de 1995, que implantou o Centro de Referência em Doenças Tropicais do Amapá, e do Projeto de Lei nº 004 de 22 de fevereiro de 1994, o qual deu origem à Lei Ordinária nº 00198 de 29 de março de 1995, que criou a Casa do Estudante Amapaense na capital do estado, posteriormente alterada pela Lei nº 0723 de 12 de novembro de 2002.
Idealizador do Hospital do Câncer por meio do Requerimento nº 0169 de 26 de abril de 1993, foi o primeiro parlamentar do Amapá a se manifestar pela implantação do curso de Medicina no estado, por meio do Requerimento nº 0483 de 14 de outubro de 1993.
Desempenhou também atividade parlamentar pela expansão da educação básica para as comunidades mais longínquas do estado e bairros periféricos da capital.
Em 1994 foi reeleito para o segundo mandato.
Foi o autor do Projeto de Lei nº 087 de 14 de dezembro de 1995, o qual deu origem à Lei Ordinária nº 0263 de 20 de março de 1996, que criou o Fundo Especial de Apoio e Financiamento de Instrumentos de Trabalho (FUTRAB), e dedicou-se permanentemente pela pavimentação da rodovia AP-070, que integra Macapá a Cutias do Araguari e da rodovia Macapá/Mazagão.
Atuou também pela eletrificação de comunidades da zona rural do estado como Casa Grande, Ressaca, Abacate, Santo Antônio, Ambé, Torrão do Matapi, Maruanum e Liberdade - na região do Pacuí - e pela modernização do Centro Didático Parque Aquático Capitão Euclides Rodrigues.
Durante os biênios 1995/1996 e 1997/1998 trabalhou como membro da Comissão de Constituição, Justiça e Redação da ALAP.
Em 1997 filiou-se ao Partido Trabalhista Brasileiro (PTB), legenda pela qual disputou as eleições de 1998, cujo resultado o impossibilitou de ser reconduzido ao cargo.
Em 1999 assumiu o cargo de Fiscal Federal Agropecuário do Ministério da Agricultura, Pecuária e Abastecimento, no qual aposentou-se em julho de 2003, e está atualmente filiado ao PTB do Amapá.